# Route nationale 61
Die Route nationale 61, kurz N 61 oder RN 61, ist eine französische Nationalstraße.

## Streckenverlauf
| Position | höchste zulässige Gesamtgeschwindigkeit | Fahrbahnen | km   | Typ                          | Abschnitt                         | Längengrad | Breitengrad |
| -------- | --------------------------------------- | ---------- | ---- | ---------------------------- | --------------------------------- | ---------- | ----------- |
| 1        | 110                                     | 2          | 12.5 | Beginn der Autobahn          | D31B_57 Forbach                   | 49.1475    | 7.0366      |
| 2        | 110                                     | 2          | 13   | Vollständige Anschlussstelle | Saargemünd L253 Kleinblittersdorf | 49.1454    | 7.0407      |
| 3        | 110                                     | 2          | 15.5 | Vollständige Anschlussstelle | Welferding                        | 49.1204    | 7.0341      |
| 4        | 110                                     | 2          | 17   | Vollständige Anschlussstelle | Saargemünd-Saint-Avold            | 49.1093    | 7.0286      |
| 5        | 110                                     | 2          | 19   | Kreisverkehr                 | Saargemünd-Roth                   | 49.0909    | 7.0390      |
| 6        | 110                                     | 2          | 21   | Kreisverkehr                 | D674 Woustviller-Nancy            | 49.0772    | 7.0227      |
| 7        | 110                                     | 2          | 23   | Ende an Kreisverkehr         | A 4 (Ausfahrt 42)-Hombach         | 49.0453    | 7.0311      |

## Aktueller Straßenverlauf
Die aktuelle Nationalstraße führt von der Autobahn A4 bei Hambach bis zum Grenzübergang mit Deutschland, wo sie in die Bundesstraße 406 übergeht.

## Historischer Straßenverlauf
Die historische Nationalstraße verlief ab 1824 von Phalsbourg bis zur deutschen Grenze, wo sie in die Reichsstraße 51, später Bundesstraße 51 nach Stuhr-Brinkum (bei Bremen), überging. 2006 wurde der Abschnitt zwischen Phalsbourg und der Autobahn A4 bei Hambach deklassiert. Sie ging zurück auf die Route impériale 68. Die Länge der Straße betrug vor 2006 61 Kilometer.

## Seitenäste

### N 61a
Die Route nationale 61A, kurz N 61A oder RN 61A, ist ein 100 Meter langer Seitenast der N 61, der auf die grenzüberschreitende Brücke über die Saar nach Deutschland führt. Die Straße führt auf die heutige rechtsuferige Führung der Bundesstraße 51 und wurde 1985 in Betrieb genommen.

### N 2061
Die Route nationale 2061, kurz N 2061 oder RN 2061, war von 2000 bis 2006 die Bezeichnung für die alte Trasse der N61 durch Sarreguemines, nachdem die N61 auf eine ortsumgehende Schnellstraße gelegt wurde. Sie trägt heute die Nummer D 82A.